# Partido judicial de Villacarrillo
El partido judicial de Villacarrillo es uno de los 85 partidos judiciales en los que se divide la comunidad autónoma de Andalucía y creado por Real Decreto en 1983, como número siete de los diez en que se divide la provincia de Jaén, en España.

## Ámbito geográfico
| Partido Judicial | Capital de partido | Municipios que comprende |
| ---------------- | ------------------ | --- |
| 7                | Villacarrillo      | Arroyo del Ojanco, Beas de Segura, Benatae, Castellar, Chiclana de Segura, Génave, Hornos de Segura, Iznatoraf, Montizón, Orcera, Puente de Génave, La Puerta de Segura, Santiago-Pontones, Santisteban del Puerto, Segura de la Sierra, Siles, Sorihuela del Guadalimar, Torres de Albanchez, Villacarrillo, Villanueva del Arzobispo y Villarrodrigo. |